# Campeonato Carioca de Futebol de 2016
O Campeonato Carioca de Futebol de 2016 foi a 119.ª edição da principal divisão do futebol no Rio de Janeiro. A disputa foi organizada pela Federação de Futebol do Estado do Rio de Janeiro (FERJ) e foi vencida pelo Vasco da Gama, que conquistou seu 24º título na competição.
Em 4 de agosto de 2015, em reunião arbitral, foi decidido a forma de disputa desta edição, que foi diferente das edições anteriores.
A exemplo do que aconteceu nos 70 anos da Rádio Globo em 2014 e nos 80 anos da Rádio Tupi em 2015, o troféu de campeão do torneio recebeu o nome de "Troféu Rádio Nacional 80 Anos", em comemoração ao aniversário da emissora de rádio carioca.

## Forma de disputa
Foram dois grupos, A e B, sendo Vasco da Gama e Botafogo como cabeças de chave (por terem sido campeão e vice-campeão, respectivamente, da edição de 2015). Na primeira fase, os clubes enfrentaram as equipes do outro grupo.
Os quatro primeiros colocados de cada grupo formaram o grupo C e os quatro últimos colocados de cada grupo, o grupo D. Nesta segunda fase, os membros dos grupos jogaram entre si.
O grupo C disputou a Taça Guanabara: o primeiro colocado foi declarado campeão da Taça Guanabara e os quatro primeiros avançaram para as semifinais (em cruzamento olímpico, ou seja, 1.º contra o 4.º e 2.º contra o 3.º). Os vencedores de cada semifinal disputaram a final em duas partidas de ida e volta. O vencedor foi o campeão do Carioca.
O grupo D disputou duas vagas para a Taça Rio e os dois primeiros colocados se juntaram ao 5º e 6º colocados do grupo C nas semifinais (1.º do grupo D contra 6.º do grupo C e 2.º do grupo D contra 5.º do grupo C). A final foi disputada em partida única.
As duas equipes que ficaram nas duas últimas posições do grupo D foram rebaixadas para a Série B1 de 2017. Em caso de empate de pontos entre duas ou mais equipes, seria formado o grupo X, disputado em turno e returno, no qual duas equipes serão rebaixadas. Os quatro primeiros colocados disputarão a Copa do Brasil de 2017.

### Critérios de desempate
Para o desempate entre duas ou mais equipes segue-se a ordem definida abaixo:
1. Número de vitórias dentro do grupo
2. Saldo de gols dentro do grupo
3. Gols marcados dentro do grupo
4. Confronto direto (para os grupos C e D)
5. Número de cartões amarelos e vermelhos (em todo o Campeonato)
6. Sorteio

## Participantes
| Equipe           | Cidade          | Em 2015       | Estádio             | Capacidade | Títulos             |
| America          | Rio de Janeiro  | 1.º (Série B) | Giulite Coutinho    | 13 544     | 7 (último em 1960)  |
| Bangu            | Rio de Janeiro  | 8.º           | Moça Bonita         | 9 024      | 2 (último em 1966)  |
| Boavista-RJ      | Saquarema       | 14.º          | Eucyr Resende       | 4 315      | 0 (não possui)      |
| Bonsucesso       | Rio de Janeiro  | 12.º          | Luso-Brasileiro     | 4 697      | 0 (não possui)      |
| Botafogo         | Rio de Janeiro  | 2.º           | São Januário        | 21 880     | 20 (último em 2013) |
| Cabofriense      | Cabo Frio       | 11.º          | Correão             | 2 611      | 0 (não possui)      |
| Flamengo         | Rio de Janeiro  | 3.º           | Raulino de Oliveira | 18 230     | 33 (último em 2014) |
| Fluminense       | Rio de Janeiro  | 4.º           | Raulino de Oliveira | 18 230     | 31 (último em 2012) |
| Friburguense     | Nova Friburgo   | 10.º          | Eduardo Guinle      | 5 500      | 0 (não possui)      |
| Macaé            | Macaé           | 6.º           | Moacyrzão           | 15 000     | 0 (não possui)      |
| Madureira        | Rio de Janeiro  | 5.º           | Conselheiro Galvão  | 2 136      | 0 (não possui)      |
| Portuguesa-RJ    | Rio de Janeiro  | 2.º (Série B) | Luso-Brasileiro     | 4 697      | 0 (não possui)      |
| Resende          | Resende         | 9.º           | Trabalhador         | 4 600      | 0 (não possui)      |
| Tigres do Brasil | Duque de Caxias | 13.º          | Los Larios          | 6 300      | 0 (não possui)      |
| Vasco da Gama    | Rio de Janeiro  | 1.º           | São Januário        | 21 880     | 23 (último em 2015) |
| Volta Redonda    | Volta Redonda   | 7.º           | Raulino de Oliveira | 18 230     | 0 (não possui)      |

## Primeira fase

### Grupo A
| Pos | Equipe        | PG | J | V | E | D | GP | GS | SG  | Classificação                                 |
| --- | ------------- | -- | - | - | - | - | -- | -- | --- | --------------------------------------------- |
| 1   | Vasco da Gama | 20 | 8 | 6 | 2 | 0 | 18 | 6  | +12 | Classificados para o Grupo C (Taça Guanabara) |
| 2   | Boavista-RJ   | 15 | 8 | 4 | 3 | 1 | 13 | 7  | +6  | Classificados para o Grupo C (Taça Guanabara) |
| 3   | Fluminense    | 13 | 8 | 4 | 1 | 3 | 16 | 11 | +5  | Classificados para o Grupo C (Taça Guanabara) |
| 4   | Bangu         | 11 | 8 | 3 | 2 | 3 | 13 | 11 | +2  | Classificados para o Grupo C (Taça Guanabara) |
| 5   | Cabofriense   | 7  | 8 | 2 | 1 | 5 | 9  | 12 | –3  | Classificados para o Grupo D                  |
| 6   | Portuguesa-RJ | 7  | 8 | 2 | 1 | 5 | 11 | 17 | –6  | Classificados para o Grupo D                  |
| 7   | Resende       | 7  | 8 | 1 | 4 | 3 | 5  | 11 | –6  | Classificados para o Grupo D                  |
| 8   | Macaé         | 4  | 8 | 1 | 1 | 6 | 5  | 12 | –7  | Classificados para o Grupo D                  |

### Grupo B
| Pos | Equipe           | PG  | J | V | E | D | GP | GS | SG  | Classificação                                 |
| --- | ---------------- | --- | - | - | - | - | -- | -- | --- | --------------------------------------------- |
| 1   | Botafogo         | 22  | 8 | 7 | 1 | 0 | 12 | 3  | +9  | Classificados para o Grupo C (Taça Guanabara) |
| 2   | Flamengo         | 19  | 8 | 6 | 1 | 1 | 19 | 4  | +15 | Classificados para o Grupo C (Taça Guanabara) |
| 3   | Volta Redonda    | 13  | 8 | 3 | 4 | 1 | 13 | 10 | +3  | Classificados para o Grupo C (Taça Guanabara) |
| 4   | Madureira        | 12  | 8 | 3 | 3 | 2 | 12 | 12 | 0   | Classificados para o Grupo C (Taça Guanabara) |
| 5   | America          | 11  | 8 | 3 | 2 | 3 | 9  | 9  | 0   | Classificados para o Grupo D                  |
| 6   | Friburguense     | 11  | 8 | 3 | 2 | 3 | 10 | 13 | –3  | Classificados para o Grupo D                  |
| 7   | Tigres do Brasil | 1¹  | 8 | 1 | 1 | 6 | 6  | 17 | –11 | Classificados para o Grupo D                  |
| 8   | Bonsucesso       | –2¹ | 8 | 0 | 1 | 7 | 6  | 22 | –16 | Classificados para o Grupo D                  |

¹O Tigres do Brasil e o Bonsucesso foram punidos pelo TJD-RJ com a perda de três pontos por escalação de jogadores irregulares.

### Desempenho por rodada
|         | Rodadas | Rodadas | Rodadas | Rodadas | Rodadas | Rodadas | Rodadas | Rodadas |
| ------- | ------- | ------- | ------- | ------- | ------- | ------- | ------- | ------- |
| 1       | 2       | 3       | 4       | 5       | 6       | 7       | 8       |         |
| Grupo A | VAS     | VAS     | VAS     | VAS     | VAS     | VAS     | VAS     | VAS     |
| Grupo B | VRE     | BOT     | BOT     | BOT     | BOT     | BOT     | BOT     | BOT     |

|         | Rodadas | Rodadas | Rodadas | Rodadas | Rodadas | Rodadas | Rodadas | Rodadas |
| ------- | ------- | ------- | ------- | ------- | ------- | ------- | ------- | ------- |
| 1       | 2       | 3       | 4       | 5       | 6       | 7       | 8       |         |
| Grupo A | BAN     | MAC     | MAC     | MAC     | POR     | MAC     | MAC     | MAC     |
| Grupo B | MAD     | BON     | BON     | BON     | TIG     | BON     | BON     | BON     |

## Segunda fase

### Grupo C
| Pos | Equipe        | PG | J | V | E | D | GP | GS | SG | Classificação                                              |
| --- | ------------- | -- | - | - | - | - | -- | -- | -- | ---------------------------------------------------------- |
| 1   | Vasco da Gama | 17 | 7 | 5 | 2 | 0 | 8  | 2  | +6 | Campeão da Taça Guanabara e classificado para a fase final |
| 2   | Fluminense    | 14 | 7 | 4 | 2 | 1 | 10 | 3  | +7 | Classificados para a fase final                            |
| 3   | Botafogo      | 14 | 7 | 4 | 2 | 1 | 8  | 4  | +4 | Classificados para a fase final                            |
| 4   | Flamengo      | 12 | 7 | 3 | 3 | 1 | 10 | 4  | +6 | Classificados para a fase final                            |
| 5   | Volta Redonda | 8  | 7 | 2 | 2 | 3 | 6  | 8  | –2 | Classificados para a Taça Rio                              |
| 6   | Boavista-RJ   | 6  | 7 | 2 | 0 | 5 | 3  | 10 | –7 | Classificados para a Taça Rio                              |
| 7   | Bangu         | 4  | 7 | 1 | 1 | 5 | 5  | 13 | –8 | Eliminados                                                 |
| 8   | Madureira     | 2  | 7 | 0 | 2 | 5 | 4  | 10 | –6 | Eliminados                                                 |

### Grupo D
| Pos | Equipe           | PG | J | V | E | D | GP | GS | SG | Classificação                           |
| --- | ---------------- | -- | - | - | - | - | -- | -- | -- | --------------------------------------- |
| 1   | Resende          | 15 | 7 | 5 | 0 | 2 | 12 | 8  | +4 | Classificados para a Taça Rio           |
| 2   | Macaé            | 13 | 7 | 4 | 1 | 2 | 11 | 7  | +4 | Classificados para a Taça Rio           |
| 3   | Tigres do Brasil | 11 | 7 | 3 | 2 | 2 | 9  | 8  | +1 | Eliminados                              |
| 4   | Portuguesa-RJ    | 11 | 7 | 3 | 2 | 2 | 7  | 6  | +1 | Eliminados                              |
| 5   | Cabofriense      | 10 | 7 | 3 | 1 | 3 | 6  | 5  | +1 | Eliminados                              |
| 6   | Bonsucesso       | 8  | 7 | 2 | 2 | 3 | 10 | 9  | +1 | Eliminados                              |
| 7   | Friburguense     | 6  | 7 | 2 | 0 | 5 | 6  | 12 | –6 | Zona de rebaixamento à Série B1 de 2017 |
| 8   | America          | 5  | 7 | 1 | 2 | 4 | 5  | 11 | –6 | Zona de rebaixamento à Série B1 de 2017 |

### Desempenho por rodada
|         | Rodadas | Rodadas | Rodadas | Rodadas | Rodadas | Rodadas | Rodadas |
| ------- | ------- | ------- | ------- | ------- | ------- | ------- | ------- |
| 1       | 2       | 3       | 4       | 5       | 6       | 7       |         |
| Grupo C | VAS     | VAS     | VAS     | VAS     | FLU     | FLU     | VAS     |
| Grupo D | MAC     | MAC     | MAC     | MAC     | RES     | RES     | RES     |

|         | Rodadas | Rodadas | Rodadas | Rodadas | Rodadas | Rodadas | Rodadas |
| ------- | ------- | ------- | ------- | ------- | ------- | ------- | ------- |
| 1       | 2       | 3       | 4       | 5       | 6       | 7       |         |
| Grupo C | BAN     | BAN     | BAN     | BAN     | MAD     | MAD     | MAD     |
| Grupo D | RES     | BON     | BON     | BON     | FRI     | AME     | AME     |

### Premiação
| Taça Guanabara de 2016              |
| Rio de Janeiro                      |
| ----------------------------------- |
| VASCO DA GAMA Campeão (12.º título) |

## Taça Rio
|  | Semifinais    | Semifinais    | Semifinais |         |               | Final         | Final | Final |  |
|  |               |               |            |         |               |               |       |       |  |
|  | Volta Redonda | Volta Redonda | 2          |         |               |               |       |       |  |
|  | Volta Redonda | Volta Redonda | 2          |         |               |               |       |       |  |
|  | Macaé         | Macaé         | 1          |         |               |               |       |       |  |
|  | Macaé         | Macaé         | 1          |         | Volta Redonda | Volta Redonda | 3     |       |  |
|  |               |               |            |         | Volta Redonda | Volta Redonda | 3     |       |  |
|  |               |               | Resende    | Resende | 0             |               |       |       |  |
|  | Boavista-RJ   | Boavista-RJ   | Resende    | Resende | 0             | 1             |       |       |  |
|  | Boavista-RJ   | Boavista-RJ   |            |         |               |               |       |       |  |
|  | Resende       | Resende       | 4          |         |               |               |       |       |  |

### Premiação
| Taça Rio de 2016                   |
| Volta Redonda                      |
| ---------------------------------- |
| VOLTA REDONDA Campeão (1.º título) |

## Fase final
Em itálico, as equipes que jogaram pelo empate por ter melhor campanha na Taça Guanabara (1º e 2º colocados).
|  | Semifinais    | Semifinais |   |               | Final | Final | Final | Final |
|  |               |            |   |               |       |       |       |       |
|  | Vasco da Gama | 2          |   |               |       |       |       |       |
|  | Flamengo      | 0          |   |               |       |       |       |       |
|  | Flamengo      | 0          |   | Vasco da Gama | 1     | 1     | 2     |       |
|  |               |            |   | Vasco da Gama | 1     | 1     | 2     |       |
|  |               | Botafogo   | 0 | 1             | 1     |       |       |       |
|  | Fluminense    | Botafogo   | 0 | 1             | 1     | 0     |       |       |
|  | Fluminense    |            |   |               |       | 0     |       |       |
|  | Botafogo      | 1          |   |               |       |       |       |       |

### Semifinais
| 24 de abril | Vasco da Gama                | 2 – 0     | Flamengo | Arena da Amazônia, Manaus                             |
| 16:00       | Andrezinho 21' · Riascos 56' | Relatório |          | Público: 40 349 Árbitro: RJ Leonardo Garcia Cavaleiro |

| Vasco | Flamengo |

| 24 de abril | Fluminense | 0 – 1     | Botafogo    | Estádio Raulino de Oliveira, Volta Redonda               |
| 19:00       |            | Relatório | 63' Ribamar | Público: 3 562 Árbitro: RJ Rodrigo Carvalhaes de Miranda |

| Fluminense | Botafogo |

### Final
Ida
| 1 de maio | Botafogo | 0 – 1     | Vasco da Gama      | Estádio do Maracanã, Rio de Janeiro                        |
| 16:00     |          | Relatório | 60' Jorge Henrique | Público: 37 207 Árbitro: RJ Wagner do Nascimento Magalhães |

| Botafogo | Vasco |

Volta
| 8 de maio | Vasco da Gama  | 1 – 1     | Botafogo       | Estádio do Maracanã, Rio de Janeiro                   |
| 16:00     | Rafael Vaz 56' | Relatório | 49' Leandrinho | Público: 53 634 Árbitro: RJ Leonardo Garcia Cavaleiro |

| Vasco | Botafogo |

### Premiação
| Campeonato Carioca de 2016          |
| Rio de Janeiro                      |
| ----------------------------------- |
| VASCO DA GAMA Campeão (24.º título) |